# Liste der denkmalgeschützten Objekte in Ottensheim
Die Liste der denkmalgeschützten Objekte in Ottensheim enthält die 53 denkmalgeschützten, unbeweglichen Objekte der Gemeinde Ottensheim in Oberösterreich (Bezirk Urfahr-Umgebung).

## Denkmäler
| Foto |                 | Denkmal                                                                                                | Standort                                          | Beschreibung | Metadaten |
| ---- | --------------- | --- | ------------------------------------------------- | --- | --- |
| ja   | Datei hochladen | Pfarrhof HERIS-ID: 22009 Objekt-ID: 18336seit 2013                                                     | Bahnhofstraße 2 Standort KG: Oberottensheim       | Bausubstanz aus dem 16. Jahrhundert mit einem Umbau am Ende des 17. Jahrhunderts. Ein zweigeschoßiger Bau mit Walmdach und Erker. Im Inneren Holzdecke mit Rüstbaum aus 1691 sowie Tonnen- und Stichkappentonnengewölbe. | BDA-Hist.: Q37866596 Status: Bescheid Stand der BDA-Liste: 2025-06-30 Name: Pfarrhof GstNr.: .121 Pfarrhof Ottensheim                                                              |
| ja   | Datei hochladen | Hauptschule HERIS-ID: 22012 Objekt-ID: 18339                                                           | Bahnhofstraße 5 Standort KG: Oberottensheim       | 1894 als Volksschule erbaut und 1951 bis 1955 zur Hauptschule erweitert. zweigeschoßiger Bau mit späthistorisiertem Fassadendekor. | BDA-Hist.: Q37866628 Status: Bescheid Stand der BDA-Liste: 2025-06-30 Name: Hauptschule GstNr.: .206, 346 Hauptschule Ottensheim                                                   |
| ja   | Datei hochladen | Gasthaus, Bodingbauer-Schifferwirtshaus HERIS-ID: 57294 Objekt-ID: 67230seit 2013                      | Donaulände 1 Standort KG: Oberottensheim          | Schließt den Marktplatz zur Donau hin ab, einst stand ein mächtiger Turm an der Flussseite vor dem Haus. Ein dreigeschoßiger Bau aus dem 16. Jahrhundert mit Runderker zur Donau. Im Erdgeschoß eine Kapellennische mit dem hl. Nepomuk und Mittelnische mit der Figur Maria. | BDA-Hist.: Q38075694 Status: Bescheid Stand der BDA-Liste: 2025-06-30 Name: Gasthaus, Bodingbauer-Schifferwirtshaus GstNr.: .55 Bodingbauer-Schifferwirtshaus                      |
| ja   | Datei hochladen | Riener-Wirtshaus HERIS-ID: 57301 Objekt-ID: 67237seit 2013                                             | Donaulände 3 Standort KG: Oberottensheim          | Ende des 16. Jahrhunderts erbaut mit Tonnen- und Kreuzgratgewölben im Inneren. | BDA-Hist.: Q38075772 Status: Bescheid Stand der BDA-Liste: 2025-06-30 Name: Riener-Wirtshaus GstNr.: .48 Donaulände 3 (Ottensheim)                                                 |
| ja   | Datei hochladen | Bürgerhaus, Schiffmeisterhaus HERIS-ID: 57303 Objekt-ID: 67239seit 2013                                | Donaulände 4 Standort KG: Oberottensheim          | Ende des 16. Jahrhunderts erbaut mit Vorder- und Hinterhaus samt Innenhof. Außen Renaissancefenster, im Inneren Holzdecken mit Rüstbäumen sowie Stichkappentonnen. Das Gebäude wurde 2013 komplett umgebaut, die denkmalgeschützten Strukturen sind von der Straße aus nicht sichtbar. | BDA-Hist.: Q38075792 Status: Bescheid Stand der BDA-Liste: 2025-06-30 Name: Bürgerhaus, Schiffmeisterhaus GstNr.: .49                                                              |
| ja   | Datei hochladen | Bürgerhaus, Schneider Haus HERIS-ID: 57306 Objekt-ID: 67242seit 2013                                   | Donaulände 5 Standort KG: Oberottensheim          | Ende des 16. Jahrhunderts erbaut mit Aufstockung 1952. Im Inneren historische Geschoße mit Kreuzgrat- und Tonnengewölbe. | BDA-Hist.: Q38075835 Status: Bescheid Stand der BDA-Liste: 2025-06-30 Name: Bürgerhaus, Schneider Haus GstNr.: .50 Donaulände 5 (Ottensheim)                                       |
| ja   | Datei hochladen | Bürgerhaus, ehemaliges Maurermeisterhaus HERIS-ID: 57298 Objekt-ID: 67234seit 2013                     | Donaulände 6 Standort KG: Oberottensheim          | Ende des 16. Jahrhunderts erbaut mit Tonnengewölbe im Inneren. Das dritte Geschoß ist rezent. | BDA-Hist.: Q38075737 Status: Bescheid Stand der BDA-Liste: 2025-06-30 Name: Bürgerhaus, ehemaliges Maurermeisterhaus GstNr.: .51 Donaulände 6 (Ottensheim)                         |
| ja   | Datei hochladen | Trauben-Wirtshaus HERIS-ID: 57309 Objekt-ID: 67245seit 2013                                            | Donaulände 7 Standort KG: Oberottensheim          | Ende des 16. Jahrhunderts erbaut mit Aufstockung im 19. Jahrhundert. Fassade mit Lisenengliederung (späthistoristisch), im Inneren Holzdecken und Tonnen- sowie Stichkappentonnengewölbe. | BDA-Hist.: Q38075858 Status: Bescheid Stand der BDA-Liste: 2025-06-30 Name: Trauben-Wirtshaus GstNr.: .52/1 Donaulände 7 (Ottensheim)                                              |
| ja   | Datei hochladen | Schiffswirtshaus HERIS-ID: 57305 Objekt-ID: 67241seit 2013                                             | Donaulände 8 Standort KG: Oberottensheim          | Ende des 16. Jahrhunderts erbaut mit Tonnen- sowie Stichkappentonnengewölbe im Inneren. zweigeschoßiges Eckhaus mit traufständiger Fassade. | BDA-Hist.: Q38075824 Status: Bescheid Stand der BDA-Liste: 2025-06-30 Name: Schiffswirtshaus GstNr.: .53/1 Donaulände 8 (Ottensheim)                                               |
| ja   | Datei hochladen | Wohnhaus, ehem. Bürgerspital HERIS-ID: 22025 Objekt-ID: 18352                                          | Hostauerstraße 17 Standort KG: Oberottensheim     | Das ehemalige Bürgerspital wurde 1808 durch den Arzt Heinrich Hostauer gestiftet und außerhalb der Ortsbefestigung errichtet. Der zweigeschoßige Rechteckbau mit Walmdach und regelmäßiger Durchfensterung besitzt eine Fassadengliederung mittels Ortsteinquaderung und Rahmung von Fenstern und Türen aus dem Beginn des 17. Jahrhunderts. Eine Gedenktafel für die Stiftung wurde 1881 angebracht. | BDA-Hist.: Q37866641 Status: Bescheid Stand der BDA-Liste: 2025-06-30 Name: Wohnhaus, ehem. Bürgerspital GstNr.: .111                                                              |
| ja   | Datei hochladen | Bildstock HERIS-ID: 6248 Objekt-ID: 2125                                                               | bei Hostauerstraße 25 Standort KG: Oberottensheim | Die Bäckersäule am Kreisverkehr Hostauerstraße / Steingasse / Dr.-Niclas-Ambos-Straße ist durch moderne Glasbilder der Heiligen Ägidius und Elisabeth bzw. Nikolaus und Leonhard geschmückt. | BDA-Hist.: Q37887767 Status: § 2a Stand der BDA-Liste: 2025-06-30 Name: Bildstock GstNr.: 1029/1 Bäckersäule (Ottensheim)                                                          |
| ja   | Datei hochladen | Schloss Ottensheim HERIS-ID: 22010 Objekt-ID: 18337                                                    | Jakob-Siglstraße 17 Standort KG: Oberottensheim   | Die ehemals weitläufige Burganlage des Schlosses Ottensheim wurde zwischen dem 12. und 13. Jahrhundert errichtet und in der Folge ausgebaut. Einem weitestgehenden Umbau vom Anfang des 16. bis zum 17. Jahrhundert folgten in der zweiten Hälfte des 19. Jahrhunderts erneut umfassende Erneuerungen und Umbauten. Durch die verschiedenen Bauperioden ist das Schloss von einem Mix aus mittelalterlichen Bauteilen und Renaissance-Elementen sowie der romantischen Umgestaltung des 19. Jahrhunderts geprägt.                        | BDA-Hist.: Q2242849 Status: Bescheid Stand der BDA-Liste: 2025-06-30 Name: Schloss Ottensheim GstNr.: .1 Ottensheim castle                                                         |
| ja   | Datei hochladen | Wohnhaus, ehem. Fleischhauerei (bez. David Haider) HERIS-ID: 22030 Objekt-ID: 18357                    | Lederergasse 4 Standort KG: Oberottensheim        | Die ehemalige Fleischhauerei entstand zwischen dem 16. bis 17. Jahrhundert und wurde im ersten Drittel des 19. Jahrhunderts adaptiert. Die Fassade wird durch ein Segmentbogentor akzentuiert, dass mit der Jahreszahl 1829 bezeichnet ist. | BDA-Hist.: Q37866664 Status: Bescheid Stand der BDA-Liste: 2025-06-30 Name: Wohnhaus, ehem. Fleischhauerei (bez. David Haider) GstNr.: .58                                         |
| ja   | Datei hochladen | Bürgerhaus, Neues Baadhaus HERIS-ID: 52464 Objekt-ID: 59311seit 2013                                   | Linzer Straße 2 Standort KG: Oberottensheim       | Ende des 16. Jahrhunderts wurden die beiden Häusern zum heutigen Haus verbunden und das Haus wurde in den 1860er Jahren sowie 1899 umgestaltet. Die Fassade hat eine historische Gliederung und im Hof befindet sich ein dreiachsiger Arkadengang. Tonnen-, Stichkappentonnen- und Kreuzgratgewölbe im Inneren. Anmerkung: Identadressen Marktplatz 6, 7 | BDA-Hist.: Q38051538 Status: Bescheid Stand der BDA-Liste: 2025-06-30 Name: Bürgerhaus, Neues Baadhaus GstNr.: 128/1 Marktplatz 6,7 (Ottensheim)                                   |
| ja   | Datei hochladen | Wohnhaus, Glasererhaus Nr. 70 HERIS-ID: 22033 Objekt-ID: 18360seit 2012                                | Linzer Straße 3 Standort KG: Oberottensheim       | Hauptfront mit segmentbogigem Mittelportal und gerader Fensterverdachung. Die ältere Bausubstanz wurde Ende des 19. Jahrhunderts adaptiert. | BDA-Hist.: Q37866687 Status: Bescheid Stand der BDA-Liste: 2025-06-30 Name: Wohnhaus, Glasererhaus Nr. 70 GstNr.: .85                                                              |
| ja   | Datei hochladen | Wohnhaus, Gschmeidlerhaus Nr. 69 HERIS-ID: 22034 Objekt-ID: 18361seit 2012                             | Linzer Straße 5 Standort KG: Oberottensheim       | Bausubstanz aus dem 16. Jahrhundert mit Umbauten in allen nachfolgenden Jahrhunderten. Mitteldurchfahrt mit barockem Kreuzgratgewölbe. | BDA-Hist.: Q37866701 Status: Bescheid Stand der BDA-Liste: 2025-06-30 Name: Wohnhaus, Gschmeidlerhaus Nr. 69 GstNr.: .84                                                           |
| ja   | Datei hochladen | Wohnhaus, Pömerl-Garten samt Haus Nr. 148 HERIS-ID: 22035 Objekt-ID: 18362seit 2012                    | Linzer Straße 6 Standort KG: Oberottensheim       | Erstes Wohnhaus und Werkstätte von Josef Kepplinger, dadurch geprägt von Umgestaltungen im 19. Jahrhundert. Durch langgezogene Gartenmauer mit Marktplatz 6 verbunden. Rundbogentor mit Zapfenbekrönung. | BDA-Hist.: Q37866725 Status: Bescheid Stand der BDA-Liste: 2025-06-30 Name: Wohnhaus, Pömerl-Garten samt Haus Nr. 148 GstNr.: .68/1, 128/6 Linzer Straße 6 (Ottensheim)            |
| ja   | Datei hochladen | Apotheke, Gürtlerhaus Nr. 67 HERIS-ID: 22037 Objekt-ID: 18364seit 2012                                 | Linzer Straße 9 Standort KG: Oberottensheim       | Grundstruktur aus dem 16./17. Jahrhundert mit rezenter Aufstockung. Im Inneren Kreuzgrat- und Tonnengewölbe. | BDA-Hist.: Q37866738 Status: Bescheid Stand der BDA-Liste: 2025-06-30 Name: Apotheke, Gürtlerhaus Nr. 67 GstNr.: .82                                                               |
| ja   | Datei hochladen | Wohn- und Geschäftshaus, Kronpichlhaus Nr. 66 HERIS-ID: 22038 Objekt-ID: 18365seit 2012                | Linzer Straße 11 Standort KG: Oberottensheim      | Grundstruktur aus dem 16./17. Jahrhundert, nach dem Brand 1899 erneuert. Kreuzgratgewölbe in Durchfahrt. | BDA-Hist.: Q37866750 Status: Bescheid Stand der BDA-Liste: 2025-06-30 Name: Wohn- und Geschäftshaus, Kronpichlhaus Nr. 66 GstNr.: .81                                              |
| ja   | Datei hochladen | Wohn- und Geschäftshaus, Fleischhackerhaus Nr. 55 HERIS-ID: 22039 Objekt-ID: 18366seit 2012            | Linzer Straße 12 Standort KG: Oberottensheim      | Nach dem Brand 1899 wieder aufgebaut mit älteren Bauelementen und Fensterstuck im Obergeschoß. | BDA-Hist.: Q37866775 Status: Bescheid Stand der BDA-Liste: 2025-06-30 Name: Wohn- und Geschäftshaus, Fleischhackerhaus Nr. 55 GstNr.: .71 Linzer Straße 12 (Ottensheim)            |
| ja   | Datei hochladen | Wohn- und Geschäftshaus HERIS-ID: 22040 Objekt-ID: 18367seit 2012                                      | Linzer Straße 13 Standort KG: Oberottensheim      | Gebäude aus dem 16. Jahrhundert mit einer Fassade um 1900. Im Inneren Kreuzgratgewölbe, außen mit Erker und klassizistischer Obergeschoßfassade. | BDA-Hist.: Q37866787 Status: Bescheid Stand der BDA-Liste: 2025-06-30 Name: Wohn- und Geschäftshaus GstNr.: .80/1                                                                  |
| ja   | Datei hochladen | Wohnhaus HERIS-ID: 92411 Objekt-ID: 107346seit 2012                                                    | Linzer Straße 15 Standort KG: Oberottensheim      | Grundstruktur aus dem 16./17. Jahrhundert, nach dem Brand 1899 erneuert. | BDA-Hist.: Q37760049 Status: Bescheid Stand der BDA-Liste: 2025-06-30 Name: Wohnhaus GstNr.: .79/1                                                                                 |
| ja   | Datei hochladen | Gasthof zur Post HERIS-ID: 22042 Objekt-ID: 18369seit 2012                                             | Linzer Straße 17 Standort KG: Oberottensheim      | Gebäude aus dem 16. Jahrhundert mit Umbau nach 1899 (Brand). Das Haus riegelt den gerade Straßenverlauf ab und ist weitgehend freistehend. Straßenseitig ein abgeschrägter Erker mit bemerkenswerter Fassade des späten Historismus. | BDA-Hist.: Q37866800 Status: Bescheid Stand der BDA-Liste: 2025-06-30 Name: Gasthof zur Post GstNr.: .78/1 Linzer Straße 17 (Ottensheim)                                           |
| ja   | Datei hochladen | Wohnhaus, Weberhaus Nr. 59 HERIS-ID: 22043 Objekt-ID: 18370seit 2012                                   | Linzer Straße 19 Standort KG: Oberottensheim      | Nach dem Brand 1899 erbautes Eckhaus zum ehemaligen Wehrgraben (heute: Innerer Graben) mit späthistoristischem Fassadendekor. | BDA-Hist.: Q37866841 Status: Bescheid Stand der BDA-Liste: 2025-06-30 Name: Wohnhaus, Weberhaus Nr. 59 GstNr.: .75                                                                 |
| ja   | Datei hochladen | Wohnhaus HERIS-ID: 22044 Objekt-ID: 18371seit 2012                                                     | Linzer Straße 20 Standort KG: Oberottensheim      | Als langgestreckter, schmaler Bau 1899 erbaut mit Erinnerungstafel an Christoph Zeller. | BDA-Hist.: Q37866861 Status: Bescheid Stand der BDA-Liste: 2025-06-30 Name: Wohnhaus GstNr.: .145/1, .145/2                                                                        |
| ja   | Datei hochladen | Wohnhaus, Weberhaus Nr. 26 HERIS-ID: 22045 Objekt-ID: 18372seit 2012                                   | Linzer Straße 22 Standort KG: Oberottensheim      | Nach dem Marktbrand 1899 erbaut unter Verwendung älterer Bauteile. | BDA-Hist.: Q37866875 Status: Bescheid Stand der BDA-Liste: 2025-06-30 Name: Wohnhaus, Weberhaus Nr. 26 GstNr.: .150 Linzer Straße 22 (Ottensheim)                                  |
| ja   | Datei hochladen | Wohnhaus, Frühmesshäusl Nr. 34 HERIS-ID: 22046 Objekt-ID: 18373seit 2012                               | Linzer Straße 26 Standort KG: Oberottensheim      | Gebäude aus dem 16. Jahrhundert mit späteren Umgestaltungen. Eckhaus zum ehemaligen Wehrgraben, mit flachen Tonnengewölben im Inneren. | BDA-Hist.: Q37866893 Status: Bescheid Stand der BDA-Liste: 2025-06-30 Name: Wohnhaus, Frühmesshäusl Nr. 34 GstNr.: .152                                                            |
| ja   | Datei hochladen | Wohnhaus HERIS-ID: 6241 Objekt-ID: 2118                                                                | Linzer Straße 38 Standort KG: Oberottensheim      | Das Gebäude Linzer Straße 38 wurde um 1800 als langgestreckter, zweigeschoßiger Bau mit seitlich anschließender Gartenmauer errichtet. Die Westfassade trägt einen josephinischen Fassadendekor mit Riesenlisenen. | BDA-Hist.: Q37887334 Status: Bescheid Stand der BDA-Liste: 2025-06-30 Name: Wohnhaus GstNr.: 97/3                                                                                  |
| ja   | Datei hochladen | Bürgerhaus, Rihalmhaus HERIS-ID: 57302 Objekt-ID: 67238seit 2013                                       | Marktplatz 2 Standort KG: Oberottensheim          | Spätmittelalterlicher fünfachsiger Bau mit Fassade um 1899 und Tonnengewölben im Inneren. | BDA-Hist.: Q38075782 Status: Bescheid Stand der BDA-Liste: 2025-06-30 Name: Bürgerhaus, Rihalmhaus GstNr.: .89 Marktplatz 2 (Ottensheim)                                           |
| ja   | Datei hochladen | Bürgerhaus, Kürschnerhaus HERIS-ID: 57297 Objekt-ID: 67233seit 2013                                    | Marktplatz 3 Standort KG: Oberottensheim          | Spätmittelalterlicher Bau aus Vorder- und Hinterhaus mit Fassade um 1899. Im Inneren Holzdecke mit Rüstbaum aus dem Jahr 1648. | BDA-Hist.: Q38075725 Status: Bescheid Stand der BDA-Liste: 2025-06-30 Name: Bürgerhaus, Kürschnerhaus GstNr.: .88 Marktplatz 3 (Ottensheim)                                        |
| ja   | Datei hochladen | Bürgerhaus, Wötzlhaus HERIS-ID: 57311 Objekt-ID: 67247seit 2013                                        | Marktplatz 4 Standort KG: Oberottensheim          | Ende des 16. Jahrhunderts umgebaut mit Fassade aus 1899 (nach Brand) mit Tonnen- und Kreuzgratgewölben im Inneren. | BDA-Hist.: Q38075875 Status: Bescheid Stand der BDA-Liste: 2025-06-30 Name: Bürgerhaus, Wötzlhaus GstNr.: .87 Marktplatz 4 (Ottensheim)                                            |
| ja   | Datei hochladen | Bürgerhaus, Grieslerhaus am Eck HERIS-ID: 57295 Objekt-ID: 67231seit 2013                              | Marktplatz 5 Standort KG: Oberottensheim          | Wie die anderen Häuser am Marktplatz aus dem Spätmittelalter samt Umbauten Ende des 16. Jahrhunderts und Fassade nach dem Brand 1899. Ein Breiterker reicht über die gesamte Front mit Stützpfeiler an der Ecke. Zur Linzer Straße eine langgestreckte Front. | BDA-Hist.: Q38075704 Status: Bescheid Stand der BDA-Liste: 2025-06-30 Name: Bürgerhaus, Grieslerhaus am Eck GstNr.: .86 Marktplatz 5 (Ottensheim)                                  |
| ja   | Datei hochladen | Ochsen-Wirtshaus HERIS-ID: 57300 Objekt-ID: 67236seit 2013                                             | Marktplatz 8 Standort KG: Oberottensheim          | Spätmittelalterlicher Bau mit Fassade um 1899 und zweigeschoßigem Erker und Spionfenster. Hofflügel mit Außentreppe. Im Inneren Stichkappentonnen und Kreuzgratgewölbe. | BDA-Hist.: Q38075760 Status: Bescheid Stand der BDA-Liste: 2025-06-30 Name: Ochsen-Wirtshaus GstNr.: .66 Marktplatz 8 (Ottensheim)                                                 |
| ja   | Datei hochladen | Rathaus HERIS-ID: 52465 Objekt-ID: 59312seit 2013                                                      | Marktplatz 9 Standort KG: Oberottensheim          | Spätmittelalterlicher Bau mit Umbauten im 16. Jahrhundert und Renovierung 1899. Seit 1751 als Rathaus genutzt, daher dreigeschoßiger repräsentativer Bau mit Renaissance Arkadengang am Vorderhaus. Im Innern finden sich sämtlich Deckengewölbe aus der Errichtungszeit (Tonnen-, Stichkappentonnen-, Kreuzgratgewölbe, Holzdecke mit Rüstbaum.) | BDA-Hist.: Q38051549 Status: Bescheid Stand der BDA-Liste: 2025-06-30 Name: Rathaus GstNr.: .65 Marktplatz 9 (Ottensheim)                                                          |
| ja   | Datei hochladen | Bürgerhaus, Mizelly-Haus HERIS-ID: 57299 Objekt-ID: 67235seit 2013                                     | Marktplatz 10 Standort KG: Oberottensheim         | Der hakenförmige Bau aus dem 16. Jahrhundert hat jüngere Hofflügeln, einer davon weist einen Arkadengang im Obergeschoß auf. Im Inneren ist er mit Stichkappentonnen sowie Tonnen- und Kreuzgratgewölbe ausgestattet. | BDA-Hist.: Q38075749 Status: Bescheid Stand der BDA-Liste: 2025-06-30 Name: Bürgerhaus, Mizelly-Haus GstNr.: .64 Marktplatz 10 (Ottensheim)                                        |
| ja   | Datei hochladen | Bürgerhaus HERIS-ID: 57312 Objekt-ID: 67248seit 2013                                                   | Marktplatz 11 Standort KG: Oberottensheim         | Erbaut im 16. Jahrhundert als Eckhaus zu Lederergasse mit 2 Stockwerken. Auf der Seite der Lederergasse mit barocken Kreuzstockfenster. | BDA-Hist.: Q38075884 Status: Bescheid Stand der BDA-Liste: 2025-06-30 Name: Bürgerhaus GstNr.: .63 Marktplatz 11 (Ottensheim)                                                      |
| ja   | Datei hochladen | Bürgerhaus, Mallerhaus HERIS-ID: 52466 Objekt-ID: 59313seit 2013                                       | Marktplatz 12 Standort KG: Oberottensheim         | Das dreigeschoßige Bauwerk aus dem 16. Jahrhundert riegelt den Marktplatz zur Donau hin ab. Zum Marktplatz hin eine aufwändige, historische Fassade, zur Donauseite eine schlichte Fassade. Im Inneren Tonnen- und Kreuzgratgewölbe. | BDA-Hist.: Q38051561 Status: Bescheid Stand der BDA-Liste: 2025-06-30 Name: Bürgerhaus, Mallerhaus GstNr.: .56 Marktplatz 12 (Ottensheim)                                          |
| ja   | Datei hochladen | Bürgerhaus, Bäckerhaus beim Wasser HERIS-ID: 52467 Objekt-ID: 59314                                    | Marktplatz 14 Standort KG: Oberottensheim         | Der zwei- bis dreigeschoßige Eckbau an der Donaulände wurde im 16. Jahrhundert errichtet, die Fassade wurde nach einem Brand 1899 im Stil der Neorenaissance gefertigt. | BDA-Hist.: Q38051571 Status: Bescheid Stand der BDA-Liste: 2025-06-30 Name: Bürgerhaus, Bäckerhaus beim Wasser GstNr.: .47 Marktplatz 14 (Ottensheim)                              |
| ja   | Datei hochladen | Bürgerhaus, Weberhaus HERIS-ID: 57310 Objekt-ID: 67246seit 2013                                        | Marktplatz 15 Standort KG: Oberottensheim         | Spätmittelalterlicher Bau mit Fassade aus 1899 mit Erker und Spionfenster. Die Fassade mit Faschengliederung und Gesimse. | BDA-Hist.: Q38075868 Status: Bescheid Stand der BDA-Liste: 2025-06-30 Name: Bürgerhaus, Weberhaus GstNr.: .46 Marktplatz 15 (Ottensheim)                                           |
| ja   | Datei hochladen | Naymer- oder Kindlhaus HERIS-ID: 46164 Objekt-ID: 47859                                                | Marktplatz 16 Standort KG: Oberottensheim         | Das Naymer- oder Kindlhaus ist ein spätmittelalterliches, hakenförmiges Gebäude mit späteren Umbauten. Das Vorderhaus wurde im Spätmittelalter errichtet, der dahinterliegende Teil mit Renaissance-Arkadengang zwischen dem späten 16. und dem frühen 17. Jahrhundert. Die Fassade mit spätmittelalterlichem Breiterker über Rundbögen auf Konsolen entstand nach dem Brand 1899. | BDA-Hist.: Q38019594 Status: Bescheid Stand der BDA-Liste: 2025-06-30 Name: Naymer- oder Kindlhaus GstNr.: .45 Marktplatz 16 (Ottensheim)                                          |
| ja   | Datei hochladen | Bürgerhaus, ehem. Gerberhaus HERIS-ID: 46295 Objekt-ID: 48065                                          | Marktplatz 18 Standort KG: Oberottensheim         | Das spätmittelalterliche, hakenförmige ehemalige Gerberhaus wurde im frühen 17. Jahrhundert umgebaut, die heutige, späthistoristische Fassade ist ein Resultat des Brandes von 1899. Das Haus verfügt über zwei Einfahrten. | BDA-Hist.: Q38020448 Status: Bescheid Stand der BDA-Liste: 2025-06-30 Name: Bürgerhaus, ehem. Gerberhaus GstNr.: .43/1 Marktplatz 18 (Ottensheim)                                  |
| ja   | Datei hochladen | Bürgerhaus, Bootshaus, Schwarzenadlerhaus HERIS-ID: 46165 Objekt-ID: 47860                             | Marktplatz 19 Standort KG: Oberottensheim         | Das Gasthaus zum Schwarzen Adler war bis zum Großbrand 1899 mit dem benachbarten Bäckerhaus (Marktplatz 20) zu einem fassadenmäßig großen Renaissanceblock zusammengeschlossen und erhielt danach wieder eine eigenständige Fassadengestaltung. Das dreigeschoßige, hakenförmige Gebäude selbst ist spätgotisch mit Umbauten im späten 16. bzw. frühen 17. Jahrhundert sowie dem Beginn des 20. Jahrhunderts. Die überwiegend späthistoristische Fassade mit Lisenengliederung wird durch ein spätgotisches Rundbogenportal akzentuiert. | BDA-Hist.: Q38019606 Status: Bescheid Stand der BDA-Liste: 2025-06-30 Name: Bürgerhaus, Bootshaus, Schwarzenadlerhaus GstNr.: .42 Marktplatz 19 (Ottensheim)                       |
| ja   | Datei hochladen | Bäckerhaus HERIS-ID: 46166 Objekt-ID: 47861                                                            | Marktplatz 20 Standort KG: Oberottensheim         | Das spätgotische ehemalige Bäckerhaus bildete bis zum Großbrand 1899 mit dem benachbarten Gasthaus zum Schwarzen Adler einen fassadenmäßig großen Renaissanceblock, erhielt jedoch nach dem Brand wieder eine eigene Fassadengestaltung. Das dreigeschoßige, hakenförmige Gebäude aus dem 15. oder frühen 16. Jahrhundert besitzt eine durch spätgotische Bauteile akzentuierte Fassade mit Mittelerker über Konsolen, Rundbogenportal und Fenster mit Profilierungen.                                                                   | BDA-Hist.: Q38019614 Status: Bescheid Stand der BDA-Liste: 2025-06-30 Name: Bäckerhaus GstNr.: .41 Marktplatz 20 (Ottensheim)                                                      |
| ja   | Datei hochladen | Mariensäule HERIS-ID: 6246 Objekt-ID: 2123seit 2013                                                    | vor Marktplatz 20 Standort KG: Oberottensheim     | Wurde im Jahr 1789 aus mehreren Teilen zusammengesetzt und zeigt die Figur Maria Immaculata. Die toskanische Säule ist mit 1670 bezeichnet. | BDA-Hist.: Q37887652 Status: Bescheid Stand der BDA-Liste: 2025-06-30 Name: Mariensäule GstNr.: 1024/5 Mariensäule Ottensheim                                                      |
| ja   | Datei hochladen | Bürgerhaus, Schnürmacherhaus HERIS-ID: 57307 Objekt-ID: 67243seit 2013                                 | Marktplatz 21 Standort KG: Oberottensheim         | Aus zwei mittelalterlichen Häusern zusammengebaut und 1899 erneuert. Die zweigeschoßige Front besitzt ein Korbbogenportal, die Durchfahrt eine Stichkappentonne. | BDA-Hist.: Q38075846 Status: Bescheid Stand der BDA-Liste: 2025-06-30 Name: Bürgerhaus, Schnürmacherhaus GstNr.: .39, .40 Marktplatz 21 (Ottensheim)                               |
| ja   | Datei hochladen | Bäckerhaus HERIS-ID: 46163 Objekt-ID: 47858                                                            | Marktplatz 22 Standort KG: Oberottensheim         | Das Bäckerhaus wurde zwischen der zweiten Hälfte des 16. und dem frühen 17. Jahrhundert errichtet und besitzt seit dem Brand 1899 eine spätbarocke bzw. frühklassizistische Fassade mit Korbbogenportal. | BDA-Hist.: Q38019586 Status: Bescheid Stand der BDA-Liste: 2025-06-30 Name: Bäckerhaus GstNr.: .38 Marktplatz 22 (Ottensheim)                                                      |
| ja   | Datei hochladen | Bürgerhaus, ehem. Herrschaftliches Freihaus HERIS-ID: 62466 Objekt-ID: 75018seit 2013                  | Marktplatz 24 Standort KG: Oberottensheim         | Im 16. Jahrhundert erbautes Eckhaus zur Jakob-Sigl-Straße mit Fassade aus 1899. Ein langgestreckter, zweigeschoßiger Bau mit Mittelbalkon im Obergeschoß. Im Inneren mit Tonnengewölbe und Stichkappentonnen. | BDA-Hist.: Q38099835 Status: Bescheid Stand der BDA-Liste: 2025-06-30 Name: Bürgerhaus, ehem. Herrschaftliches Freihaus GstNr.: .91 Marktplatz 24 (Ottensheim)                     |
| ja   | Datei hochladen | Gasthof Grüner Baum HERIS-ID: 57296 Objekt-ID: 67232seit 2013                                          | Marktplatz 25 Standort KG: Oberottensheim         | Zweigeschoßiger Bau auf schmaler Parzelle mit späthistoristischer Fassade. Im Obergeschoß befindet sich ein Saal, um 1900 erbaut. | BDA-Hist.: Q38075715 Status: Bescheid Stand der BDA-Liste: 2025-06-30 Name: Gasthof Grüner Baum GstNr.: .92/1 Marktplatz 25 (Ottensheim)                                           |
| ja   | Datei hochladen | Bürgerhaus, Ackerbürgerhaus HERIS-ID: 62467 Objekt-ID: 75019seit 2013                                  | Marktplatz 26 Standort KG: Oberottensheim         | Dreigeschoßiges Eckhaus zur Hostauergasse mit Eckerker im Renaissancestil und dreigeschoßigem Anbau. Ein Hofflügel mit Arkadengang aus dem Ende des 16. Jahrhunderts. Im Inneren mit verputzten Holzdecken mit Rüstbäumen. | BDA-Hist.: Q38099841 Status: Bescheid Stand der BDA-Liste: 2025-06-30 Name: Bürgerhaus, Ackerbürgerhaus GstNr.: .93 Marktplatz 26 (Ottensheim)                                     |
| ja   | Datei hochladen | Kath. Pfarrkirche hl. Ägidius HERIS-ID: 25305 Objekt-ID: 21726seit 2013                                | Marktplatz Standort KG: Oberottensheim            | Am nördlichen Ende des Marktplatzes befindet sich die Pfarrkirche. Das Langhaus hat zwei Schiffe und drei Joche mit achteckigen Kapelle im Norden. Der Chor ist zweijochig mit 5/8-Schluss und gleich breit wie das Langhaus. Der mächtige Turm hat 1899 nach dem Brand sein heutiges Aussehen erhalten. | BDA-Hist.: Q37892245 Status: Bescheid Stand der BDA-Liste: 2025-06-30 Name: Kath. Pfarrkirche hl. Ägidius GstNr.: .119 Sankt Ägidius (Ottensheim)                                  |
| ja   | Datei hochladen | Wohnhaus, ehem. Spitalsgebäude HERIS-ID: 92407 Objekt-ID: 107342seit 2012                              | Zellerplatzl 3 Standort KG: Oberottensheim        | Spätmittelalterlicher Bau mit Umbauen aus dem Ende des 16. Jahrhunderts und bemerkenswertem Ziegelboden. Weiters Kreuzgratgewölbe im Inneren. | BDA-Hist.: Q37760034 Status: Bescheid Stand der BDA-Liste: 2025-06-30 Name: Wohnhaus, ehem. Spitalsgebäude GstNr.: .148/3                                                          |
| ja   | Datei hochladen | Wohnhaus, ehem. Spitalsgebäude, Handschuhmacherhaus Nr. 150 HERIS-ID: 92408 Objekt-ID: 107343seit 2012 | Zellerplatzl 4 Standort KG: Oberottensheim        | Spätmittelalterlicher Bau mit Umbauen aus dem Ende des 16. Jahrhunderts. Fenster im Erdgeschoß mit Steckgittern und im Inneren ein ehemaliger Zugang zur alten Spitalskirche. Im Inneren eine dreischiffige und dreijochige Halle im Erdgeschoß. | BDA-Hist.: Q37760042 Status: Bescheid Stand der BDA-Liste: 2025-06-30 Name: Wohnhaus, ehem. Spitalsgebäude, Handschuhmacherhaus Nr. 150 GstNr.: .148/2 Zellerplatzl 4 (Ottensheim) |
| ja   | Datei hochladen | Wohnhaus, ehem. Spitalskirche hl. Erhard HERIS-ID: 6244 Objekt-ID: 2121seit 2012                       | Zellerplatzl 5 Standort KG: Oberottensheim        | Gotischer Kirchenbau mit Adaptierungen im 19. und 20. Jahrhundert. 1787 profaniert und später Wohnhaus u. a. der Familie Breinbauer (Orgelbau). Eine 2-jochige Saalkirche mit einjochigem Chor und Spitzbogenfenstern. | BDA-Hist.: Q37887582 Status: Bescheid Stand der BDA-Liste: 2025-06-30 Name: Wohnhaus, ehem. Spitalskirche hl. Erhard GstNr.: .148/1 Ehem. Spitalskirche (Ottensheim)               |

## Ehemalige Denkmäler
| Foto |                 | Denkmal                                                 | Standort                                     | Beschreibung | Metadaten |
| ---- | --------------- | ------------------------------------------------------- | -------------------------------------------- | ------------ | --- |
| ja   | Datei hochladen | Wohnhaus, Altes Rathaus Nr. 56 Objekt-ID: 18368bis 2011 | Linzer Straße 14 Standort KG: Oberottensheim |              | BDA-Hist.: Q106653955 Status: Bescheid Stand der BDA-Liste: 2011-05-30 Name: Wohnhaus, Altes Rathaus Nr. 56 GstNr.: .72 |